# Dinis Dias
Dinis Dias bzw. Dinis Diaz (* vor 1442; † nach 1446) war ein portugiesischer Seefahrer und Entdecker. Bartolomeu Dias soll einer seiner Nachkommen gewesen sein. Er entstammte dem portugiesischen Adel und lebte am Lissabonner Hof von König Johann I. von Portugal.
Dinis Dias werden zwei Reisen zur afrikanischen Küste zugeschrieben, die er im Dienste von Heinrich dem Seefahrer durchführte. 1442 gelangte er gemeinsam mit Gonçalo de Sintra bis zum Cabo Branco. 1444 erreichte er den westlichsten Punkt Kontinentalafrikas, das im heutigen Senegal gelegene Cabo Verde, und entdeckte die Terra dos Guineus, Gebiete des heutigen Guinea und Senegal. Des Weiteren erkundete er die zum heutigen Senegal gehörende Insel Gorée, die er jedoch auf den Namen Palma taufte. Spätere Chronisten (João de Barros) schrieben seine Reisen einem Dinis Fernandes zu, wobei es sich jedoch wahrscheinlich um dieselbe Person handelt.
Dinis Dias war der erste portugiesische Seefahrer, der im Auftrage Heinrich des Seefahrers gezielt auf Sklavenfang ging, um durch deren Verkauf in Portugal die hohen Kosten der portugiesischen Entdeckungsreisen zu minimieren.
Am 18. August 1446 ernannte ihn König Alfons V. zum Vorsitzenden des Obersten Gerichtshofes (Casa do Cívil).